# 放手去爱 (重制版)
《放手去爱 (重制版)》（英語：Fearless (Taylor's Version)）是美国創作歌手泰勒·斯威夫特的第一张重录专辑，于2021年4月9日通过聯眾唱片发行。这张专辑是对斯威夫特第二张录音室专辑《放手去爱》（2008年）的重新录制，也是斯威夫特计划发行的六张重新录制专辑系列中的第一张，此前她的前六张录音室专辑的母带所有权引发了争议。
《放手去爱 (重制版)》包含《放手去爱 (白金庆功版)》（2009年）的所有19首曲目、斯威夫特2010年原声带单曲宛若童話和六首“私藏版”（From the Vault）的加值曲目，专辑共有26首曲目，其中12首由斯威夫特单独创作。在音乐方面，重新录制的曲目是由斯威夫特和克里斯托弗·罗制作的，并使用了原版中的演奏乐器的巡演乐队，而新增加的曲目则是由斯威夫特、杰克·安东诺夫和亚伦·德斯纳制作。科尔比·凯雷在歌曲呼吸中回归献声，此外玛伦·莫里斯和凯斯·厄本也分别在你仍在我心里和就在那时两首“私藏版”曲目中助阵。
在专辑发行前有三首歌曲提前发行，都进入了《公告牌》热门乡村歌曲榜的前十名。爱情故事 (重制版)在该排行榜上最高位居榜首，你仍在我心里最高位居第六位，随后的完美先生最高达到第二位。《放手去爱 (重制版)》获得了评论界的好评，他们强调了怀旧情怀和斯威夫特强有力的、成熟的唱腔；评论界赞扬了对原作的精确复刻，但制作质量更清晰。在商业上，它在阿根廷、澳大利亚、加拿大、爱尔兰、新西兰、苏格兰、英国以及美国的排行榜上名列前茅，并创造了有史以来第一张在《公告牌》二百强专辑榜上夺冠的重录专辑的记录，并成为了继其第二张重录专辑《红 (重制版)》后2021年第二畅销的乡村专辑。

## 背景
《放手去爱》是一张充满魔力以及好奇心的专辑，里面蕴含着青春的确幸与消逝。这是一本关于冒险与探索的日记，那个小女孩从虚假童话式电影出现的每一次新的裂缝与伤口中汲取着教训。——斯威夫特于2021年回忆《放手去爱》时说道

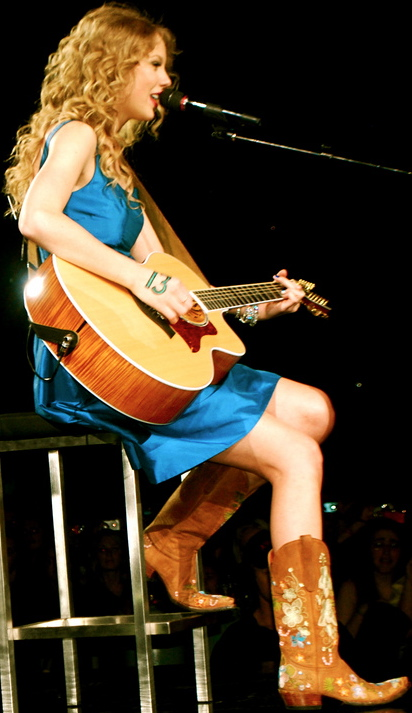
斯威夫特在其首个巡演放手去爱巡回演唱会（2009年-2010年）上演出。

泰勒·斯威夫特在2008年发行了她的第二张录音室专辑《放手去爱》，取得了乐评和商业上的成功，这张专辑由美国唱片公司大机器发行，《放手去爱》是一张乡村流行风格的专辑。专辑在美国《公告牌》二百强专辑榜上上榜11周，成为2009年最畅销的专辑。它在《公告牌》百强单曲榜中产生了五首前十名单曲，包括跨界歌曲〈爱情故事〉和〈与我同在〉，并推动了斯威夫特的主流影响。作为有史以来获奖最多的乡村专辑，《放手去爱》在第52届格莱美奖颁奖典礼上赢得了在内的四项大奖，其中包括年度专辑奖项，这是斯威夫特首次获得该奖项。这张专辑被美国唱片业协会认证为钻石唱片，此项成就被认为是为斯威夫特成为她这一代人中最伟大的艺人之一铺平了道路。
2018年，在大机器名下录制了六张录音室专辑后，斯威夫特与该公司的合同到期了。她与环球音乐集团旗下的唱片公司Republic唱片签订了一份新合同。2019年，大机器唱片被美国艺人经纪人和商人斯库特·布劳恩及其公司伊萨卡控股（Ithaca Holdings）收购。作为收购的一部分，斯威夫特包括《放手去爱》在内的前六张录音室专辑的母带所有权转移到布劳恩手中。母带是录音最初的原始版本，根据它制作的副本用于销售和发行；因此，母带的所有者拥有所有的副本权利，如下载或流媒体平台上的数字版本，或CD和黑胶唱片的实体版本。2019年8月，斯威夫特谴责了这次收购，并宣布她打算重新录制她的前六张录音室专辑，以便拥有这些作品的母带。2020年11月，布劳恩将母带卖给了迪士尼资产拥有的美国私募股权公司三叶草控股，根据收购条款，布劳恩和伊萨卡控股将继续从这些专辑中获得经济利益。

## 制作
在制作方面，我真的想忠于我最初为这些歌曲想到的旋律；所以我们确实尝试创造了一个“相同但更好“的版本。我们保留了所有我最初为这些歌曲设想的相同部分。但是，如果有任何方法可以改善音质，我们做到了（……）我确实逐行听了每首歌的声乐，就在想我在这里的语调是什么。如果我可以改进它，我会做到。但我真的想让它非常忠实于我最初的想法和我最初写的东西；但显然要更好。——斯威夫特谈及重录专辑
斯威夫特告诉《人物》杂志，她没有明显改变2008年原版中的歌词内容、歌唱旋律和乐器编排。然而，在重新录制的过程中，声音的质地有所改变。她补充说，她深入研究了《放手去爱》，以复制她早期唱法中的乡村语调变化。斯威夫特重新招募了她的曾经的巡演乐队成员，为《放手去爱 (重制版)》做同样的工作，他们曾在2008年的原版中演奏乐器。

## 词曲
《放手去爱 (重制版)》的标准版时长为1小时46分钟，由26首歌曲组成，其中最后6首被注明为“私藏版”曲目；豪华版增加了一首〈爱情故事 (埃尔维拉混音)〉。专辑中，美国歌手科尔比·凯雷和玛伦·莫里斯以及新西兰歌手凯斯·厄本分别助阵演唱了〈呼吸〉、〈你仍在我心里〉和〈就在那时〉。在《放手去爱 (重制版)》中，有12首歌曲是由斯威夫特单独创作的；其余的歌曲则由利兹·罗斯、希拉里·林赛、斯库特·卡鲁索、约翰·瑞奇、沃伦兄弟和汤米·李·詹姆斯作为共同作者创作。〈触摸不透〉翻唱自美国乐队月神光环的歌曲，其成员凯里·巴洛和内森·巴洛也被标注为歌曲的词曲作者。这张专辑由斯威夫特、克里斯托弗·罗、杰克·安东诺夫和亚伦·德斯纳制作；其中前两人制作了大部分歌曲，而后两人是斯威夫特2020年专辑《民间故事》和《永恒故事》的联合制作人，只参与了“私藏版”曲目的制作。

### 创作
与2008年的原版相比，在重新录制的专辑中，除了一些微小的语法变化外，没有任何歌词改动。歌词探讨了斯威夫特青春期的开始、青少年的浪漫、迷恋和心碎，包括信心和家庭之爱的主题。雨是专辑抒情性中反复出现的一个主题。除了在声乐上复刻前者，《放手去爱 (重制版)》是一张偏向流行摇滚的乡村和乡村流行专辑，其保留了原来的音调、速度、声乐风格，如鼻音、颤音和声；以及传统乐器，如吉他、鼓、班卓琴、小提琴和弦乐。然而，来自《纽约时报》的乐评人写道，在重新录制的专辑中她的歌声更有力、更有控制力、更深沉，摒弃了她早期唱法的鼻音。《Clash》乐评人露西·哈布朗（Lucy Harbron）认为，斯威夫特的唱腔已经演化为“她自己独特的乡村、流行和独立的混合体”。
内布拉斯加大学林肯分校格伦·科尔夫音乐学院的音乐学助理教授保拉·克莱尔·哈珀（Paula Clare Harper）表示，尽管斯威夫特有意复刻原始声线，但《放手去爱 (重制版)》在制作和人声方面包含“轻微的可听差异”。根据哈珀对这张专辑的数字分析，斯威夫特在许多曲目中运用了乡村音乐的“标志性部分”，但用的是“喘息的、更多的胸部驱动”的发声方式，这种演唱风格在她2008年的《放手去爱》之后的专辑中出现。

### “私藏版”歌曲
第21至26首曲目是“私藏版”歌曲，这些歌曲没有被收录于《放手去爱》的最终版。〈你仍在我心里〉是一首原音声乡村流行歌曲，有高亢的小提琴、轻快的吉他、口琴、活力的合成器鼓、沙哑的打击乐器和莫里斯的和声。在歌词方面，这首曲子描述了无法忘掉的曾经的恋人，同时试图找到接受和和平。在充满活力的吉他和鼓声的推动下，〈完美先生〉是一首中速的乡村流行和流行摇滚歌曲，具有摇滚和摇滚乐的元素，其歌词表明了斯威夫特用诙谐的文字游戏来驾驭分手后的动荡情绪。这首歌包含了“残酷无情先生”这句歌词，其与斯威夫特2012年的歌曲〈回忆太清晰〉有关。
节奏缓慢的〈我们曾快乐〉是关于回忆一段出轨关系的最高点；它以最少的乐器融入了弦乐、鸣响吉他重复段和丰富的和声。〈就在那时〉是与厄本的二重唱，这是斯威夫特继〈Highway Don't Care〉（2012年）之后与他的第二次合作；这首歌讲述了两个过去的恋人重逢的故事；这是一首“微醺”的乡村流行曲，有欢快的分层人声、陶醉的和声以及《1989》风格的制作。在简朴的〈为何你不〉中，讲述了遇到了以前的恋人，并为他们过去的关系感到遗憾；其制作融合了键盘、电吉他和鼓，彼此分层。〈再见爱人〉原名为，曾在互联网上传播了很长时间；斯威夫特为《放手去爱 (重制版)》重新录制了这首歌，并更改了曲目名称；这首歌以“再见了，我认为站在我这边的一切”的概念作为专辑的最后一首歌，这可能是指斯威夫特的母带争议。

## 曲目列表
| 标准版   | 标准版                                                                   | 标准版                                                                  | 标准版                             | 标准版  |
| 曲序     | 曲目                                                                     | 词曲                                                                    | 製作人                             | 时长    |
| -------- | ------------------------------------------------------------------------ | ----------------------------------------------------------------------- | ---------------------------------- | ------- |
| 1.       | 放手去爱 Fearless                                                        | 泰勒·斯威夫特 利茲·羅斯 希拉里·林赛 （ 英语 ： Hillary Lindsey）                       |                                    | 4:01    |
| 2.       | 十五岁 Fifteen                                                           | 斯威夫特                                                                |                                    | 4:54    |
| 3.       | 爱情故事 Love Story                                                      | 斯威夫特                                                                |                                    | 3:55    |
| 4.       | 嗨 斯蒂芬 Hey Stephen                                                    | 斯威夫特                                                                |                                    | 4:14    |
| 5.       | 白马 White Horse                                                         | 斯威夫特 罗斯                                                           |                                    | 3:54    |
| 6.       | 与我同在 You Belong With Me                                              | 斯威夫特 罗斯                                                           |                                    | 3:51    |
| 7.       | 呼吸（科尔比·凯雷助阵） Breathe (featuring Colbie Caillat)               | 斯威夫特 凯雷                                                           |                                    | 4:23    |
| 8.       | 告诉我真相 Tell Me Why                                                   | 斯威夫特 罗斯                                                           |                                    | 3:20    |
| 9.       | 你无所谓 You're Not Sorry                                                | 斯威夫特                                                                |                                    | 4:21    |
| 10.      | 爱你的方式 The Way I Loved You                                           | 斯威夫特 约翰·瑞奇 （ 英语 ： John Rich）                                        |                                    | 4:03    |
| 11.      | 天长地久 Forever & Always                                                | 斯威夫特                                                                |                                    | 3:45    |
| 12.      | 美好日子 The Best Day                                                    | 斯威夫特                                                                |                                    | 4:05    |
| 13.      | 改變 Change                                                              | 斯威夫特                                                                |                                    | 4:39    |
| 14.      | 墜入情網 Jump Then Fall                                                  | 斯威夫特                                                                |                                    | 3:57    |
| 15.      | Untouchable                                                              | 斯威夫特 凯里·巴洛 （ 英语 ： Cary Barlowe） 内森·巴洛 汤米·李·詹姆斯  |                                    | 5:12    |
| 16.      | 天長地久（钢琴版） Forever & Always (Piano Version)                      | 斯威夫特                                                                |                                    | 4:27    |
| 17.      | Come in with the Rain                                                    | 斯威夫特 罗斯                                                           |                                    | 3:57    |
| 18.      | 超级巨星 Superstar                                                       | 斯威夫特 罗斯                                                           |                                    | 4:23    |
| 19.      | The Other Side of the Door                                               | 斯威夫特                                                                |                                    | 3:58    |
| 20.      | 今天是一场童话 Today Was a Fairytale                                     | 斯威夫特                                                                |                                    | 4:01    |
| 21.      | 你仍在我心里（玛伦·莫里斯助阵） You All Over Me (featuring Maren Morris) | 斯威夫特 斯库特·卡鲁索                                                  | 斯威夫特 亚伦·德斯纳 （ 英语 ： Aaron Dessner） | 3:40    |
| 22.      | 完美先生 Mr. Perfectly Fine                                              | 斯威夫特                                                                | 斯威夫特 杰克·安东诺夫             | 4:37    |
| 23.      | 我们曾快乐 We Were Happy                                                 | 斯威夫特 罗斯                                                           | 斯威夫特 德斯纳                    | 4:04    |
| 24.      | 就在那时（凯斯·厄本助阵） That's When (featuring Keith Urban)            | 斯威夫特 布拉德·沃伦 （ 英语 ： Brad Warren） 布雷特·沃伦 （ 英语 ： Brett Warren）            | 斯威夫特 安东诺夫                  | 3:09    |
| 25.      | 为何你不 Don't You                                                       | 斯威夫特 詹姆斯                                                         | 斯威夫特 安东诺夫                  | 3:28    |
| 26.      | 再见爱人 Bye Bye Baby                                                    | 斯威夫特 罗斯                                                           | 斯威夫特 安东诺夫                  | 4:02    |
| 总时长： | 总时长：                                                                 | 总时长：                                                                | 总时长：                           | 1:46:20 |

| 豪华版   | 豪华版                                      | 豪华版        | 豪华版                     | 豪华版  |
| 曲序     | 曲目                                        | 词曲          | 製作人                     | 时长    |
| -------- | ------------------------------------------- | ------------- | -------------------------- | ------- |
| 27.      | 爱情故事 (混音版) Love Story (Elvira remix) | 斯威夫特 罗斯 | 埃爾維拉·安德菲耶德 罗 [a] | 3:31    |
| 总时长： | 总时长：                                    | 总时长：      | 总时长：                   | 1:49:51 |

注释
- ^[a] 为聲樂製作人。
- 标准版中的所有曲目都标注了“重制版”（Taylor's Version）；第21至26首的曲目额外标注了“私藏版”（From the Vault）[38]。
- 专辑的CD版本由两张光盘组成；一张包含1-13首曲目，另一张包含14-27首曲目。
- 歌曲中文名为星外星唱片中国大陆引进版和环球唱片台湾引进版官方译名。[39][40]

## 发行历史
| 地区     | 日期         | 格式                    | 厂牌 | 参考   |
| -------- | ------------ | ----------------------- | ---- | ------ |
| 全球各地 | 2023年4月9日 | CD 数字下载 流媒体 黑胶 | 聯眾 | [ 41 ] |